# ويليام د. هاست جونيور
ويليام د. هاست جونيور (بالإنجليزية: William D. Hassett, Jr.)‏ هو شخصية أعمال أمريكي، ولد في 1937، وتوفي في 13 مارس 2000 بسبب سرطان.